# 김사과
김사과(1984년~)는 대한민국의 소설가이다.
1984년 서울에서 태어났으며 한국예술종합학교 서사창작과를 졸업했다. 2005년 창비신인소설상에 단편소설 〈영이〉가 당선되면서 작품 활동을 시작했다.

## 저서

### 장편소설
- 《미나》(창비, 2008)
- 《풀이 눕는다》(문학동네, 2009)
- 《나b책》(창비, 2011)
- 《테러의 시》(민음사, 2012)
- 《천국에서》(창비, 2013)

### 소설집
- 《02》(창비, 2010)

### 산문집
- 《0 이하의 날들》(창비, 2016)
- 《설탕의 맛》(쌤앤파커스, 2014)